# Fischbach (Linder)
Der Fischbach ist der linke Quellbach der Linder in den Ammergauer Alpen, südwestlich von Oberammergau in Bayern und Tirol.

## Verlauf
Der Fischbach entsteht durch den Zusammenfluss von Weidentalbach und Rückentalbach auf der Grenze von Schwaben und Oberbayern. Der Weidentalbach ist der Hauptquellbach und entspringt am Schlössel (1843 m). Der vom Scheinbergspitz (1929 m) herabfließende Rückentalbach vereinigt sich mit ihm südlich der Weidentalalpe zum Fischbach. Dieser fließt zunächst Richtung Süden, trifft auf die Landesgrenze zu Österreich und knickt als Grenzbach nach Osten ab. Nach einigen hundert Metern vereinigt er sich mit dem Neualmbach zur Linder.

## Gewässerkennzahl
Die Fließgewässerkennziffer DE:164 trägt das Gewässer von Weidentalbach über Fischbach, Linder, Ammer bis zur Mündung der Amper in die Isar (GKZ 16).